# Lucy Akello
Lucy Akello là một nhân viên xã hội và chính trị gia người Uganda. Bà phục vụ như là thành viên của quốc hội với tư cách là cử tri nữ của tỉnh Amuru trong Quốc hội lần thứ 10 (2016-2021). Bà là thành viên của Diễn đàn đối lập về Thay đổi Dân chủ (FDC), và cô đóng vai trò bộ trưởng hậu trường cho phát triển lao động, giới và xã hội.

## Bối cảnh và giáo dục
Akello sinh ngày 9 tháng 10 năm 1980, tại tiểu quận Lamogi, Quận Amuru, thuộc Vùng phía Bắc của Uganda. Cha bà là John Obina, giảng viên tại Đại học Kyambogo.
Akello học tại Trường tiểu học Olwal Ocaja, sau đó đi học tại Trường tiểu học Lacor, Trường tiểu học Mary Vô nhiễm Gulu và Trường tiểu học Kyambogo để lấy Chứng chỉ tiểu học. Sau đó, bà theo học tại trường trung học Iganga để theo học trung học (O) và sau đó đến trường trung học liệt sĩ Namugongo của Uganda để hoàn thành chương trình giáo dục mức A. Bà được nhận vào Đại học Makerere, ở Kampala, nơi bà tốt nghiệp năm 2004, với bằng Cử nhân Nghệ thuật Khoa học Xã hội. Sau đó, vào năm 2011, Akello đã có bằng Thạc sĩ Nghệ thuật về Nghiên cứu Phát triển, từ Đại học Liệt sĩ Uganda ở Nkozi, Quận Wakiso.

## Kinh nghiệm làm việc
Năm 2005, Akello được Ủy ban Công lý & Hòa bình (JPC), một tổ chức phi chính phủ địa phương trong Giáo hội Công giáo, thúc đẩy hòa bình và hòa giải ở miền Bắc Uganda bị chiến tranh tàn phá nhận vào làm việc. Bà làm việc ở tổ chức này trong mười năm, bắt đầu là một nhân viên chương trình, sau đó là người quản lý chương trình và từ năm 2006 đến 2014, với tư cách là giám đốc điều hành. Trọng tâm của bà là quyền con người, quyền đất đai, quyền phụ nữ và quyền trẻ em.

## Sự nghiệp chính trị
Vào tháng 10 năm 2014, Betty Bigombe, thành viên quốc hội của Quận Amuru đã từ chức để nhận một chức vụ mới tại Ngân hàng Thế giới, tại Washington, DC. Một cuộc bầu cử đặc biệt đã được tổ chức để tìm người thay vào vị trí này vào tháng 12 năm 2014. Akello, tranh cử với tư cách của đảng chính trị FDC đối lập, đánh bại bảy ứng cử viên khác và giành chiến thắng. Trong cuộc bầu cử quốc hội năm 2016, bà đã trúng cử, một lần nữa với tư cách thành viên của FDC. Bà đã phát biểu 30 lần trong năm đầu tiên của Quốc hội khóa 10.